# Condroblast
Un condroblast, condroplast o cèl·lula pericondrial, és una cèl·lula progenitora mesenquimal que té la funció de generar condròcits i sintetitzar la matriu extracel·lular cartilaginosa amb l'objectiu final de formar el cartílag.

## Origen
Durant el creixement, els condroblasts apareixen com a pas intermediari en el procés d'ossificació endocondrial. Les cèl·lules del teixit mesenquimal es diferencien primer en condroblats, per donar lloc a un motlle de cartílag hialí, que finalment és substituït per teixit ossi.
Posteriorment, en infants i adults, els condroblasts es troben al pericondri. Aquesta és una fina capa de teixit connectiu vascularitzat que recobreix el cartílag. La proliferació dels condroblasts i la seva secreció de material extracel·lular provoca l'increment de mida del cartílag, un procés anomenat creixement aposicional. Aquest procés és complementat pel creixement intersticial, des de l'interior, del cartílag, impulsat pels condròcits. La mitosi dels condroblasts està regulada per hormones com la somatotropina, l'hormona tiroidal i altres senyals provinents dels glicosaminoglicans de la matriu extracel·lular.
La matriu extracel·lular secretada pels condroblasts està formada per fibres (col·lagen i àcid hialurònic), substància fonamental amorfa (proteoglicans i glicoproteïnes), aigua i una gran quantitat de macromolècules. Les cèl·lules del cartílag adult són una part minoritària del teixt (3-5%), en comparació amb la quantitat d'aigua intercel·lular (60-80%), fibres de col·lagen (15%), proteoglicans (9%) i glicoproteïnes multiadhesives (5%). A causa de la naturalesa proliferativa dels condroblasts, durant el desenvolupament, aquestes cèl·lules formen una part més gran de la composició que la que es troba normalment al cartílag adult.

## Aplicacions clíniques
En casos de microfractura del cartílag, les cèl·lules progenitores mesenquimals de la medul·la òssia, en especial aquelles situades a la regió subcondral de l'os, poden migrar i diferenciar-se en condroblasts. Aquesta propietat és una estratègia actualment en estudi per regenerar el cartílag articular.